# リリアン・ヘーゲマン
リリアン・ヘーゲマン（Liliane Madeleine Victor Haegeman、1954年7月1日 - ）は、ベルギーの言語学者。
ウェスト＝フランデレン州クノック＝ヘイストで生まれ、英語の研究によって1987年にゲント大学のゲルマン語文献学博士の学位を得た。
1984年からジュネーヴ大学の教授、2000年からリール大学の教授、2009年からはゲント大学でオデュッセウス・プログラムの教授に就任した。

## 主要な著作
- Theory and Descriprion in Generative Syntax: A Case Study from West Flemish (1992)
- Introduction to Government and Binding Theory (1991, 第二版1994)
- A modern course in English Syntax (共著,1985)
- The Use of Will in Present-day English (1983)